# Moira Cameron
Moira Cameron (1965) è una militare britannica, prima donna a entrare nel corpo degli Yeomen Warders, i guardiani della Torre di Londra meglio noti come Beefeaters.

## Biografia
Cresciuta a Lochgilphead, Scozia, la Cameron è entrata nella Royal Army nel 1985 e ha prestato servizio, in Gran Bretagna, Irlanda del Nord e Cipro. Nell'esercito ha raggiunto il grado di Warrant Officer di seconda classe.
Il 3 settembre 2007 (ma la notizia era nota già dal precedente mese di gennaio) è divenuta la prima Beefeater donna nella storia del corpo. Non è stata la prima donna a fare richiesta, ma è stata la prima a superare le selezioni, battendo la concorrenza di cinque colleghi uomini.
Nel novembre 2009 il Sun diede notizia che la Cameron era stata vittima di mobbing da parte di due colleghi; le indagini interne scoprirono i colpevoli, che furono licenziati.